# Regla de Wahl
La regla de Wahl es una regla para la formación de palabras, desarrollada por el lingüista Edgar de Wahl y aplicada en el idioma artificial Interlingue (llamado también "Occidental") creado por él. Sirve para la creación de ciertas formas gramáticas de otras (por ejemplo sustantivos de verbos). 

## Regla
Los verbos en infinitivo en interlingue tienen frecuentemente la terminación -ar o -er. La raíz es recibida de la siguiente manera: 
1. Si después de retirada de -r o -er desde el infinitivo, la raíz termina en vocal, se añade -t o cambia final y a t: crea/r, crea/t-, crea/t/or; atiny/er, atin/t, atin/t/ion
2. Si la consonante final de la raíz es d o r, se cambia a s: decid/er, deci/s-, deci/s/ion
3. En los casos restantes, aunque con seis excepciones, la retirada de la terminación da la raíz exigida: duct/er, duct-, duct/ion.

Las seis excepciones son: 
1. ced/er, cess-
2. sed/er, sess-
3. mov/er, mot-
4. ten/er, tent-
5. vert/er, vers-
6. veni/r, vent-

y los verbos formados de aquellas a fuerza de prefijos. 
Por tanto la regla se compone de tres partes, frecuentemente llamada las "tres reglas de Wahl". 
Se crean los verbos a partir de sustantivos y de adjetivos, eliminando la terminaciones y recibiendo la raíz. Después de eliminar -r o -er, se recibe infinitivo en mayoría de casos: decora/t/ion, decora/t-, decora/r.

## Aplicación
Esta regla se aplica en Interlingue. Después de una modificación eventual se puede aplicar esta regla para la creación de nuevas formas de vocablo particularmente en lenguas romances o en los que toman prestado vocabulario de lenguas romances. 